# 施爾德弗盧山
46°52′50.7″N 9°57′25.6″E / 46.880750°N 9.957111°E
施爾德弗盧山（Schildflue），是瑞士的山峰，位於該國東南部，由格勞賓登州負責管轄，屬於錫爾夫雷塔阿爾卑斯山脈的一部分，海拔高度2,887米，每年平均降雨量1,367毫米。